# Roger Yuan
Roger Winston Yuan (Carbondale, 25 gennaio 1961) è un attore, artista marziale e stuntman statunitense di origini cinesi, noto per aver interpretato Lo Fong in Pallottole cinesi.

## Filmografia parziale

### Cinema
- I nuovi guerrieri (Ring of Steel), regia di David Frost (1994)
- L'angolo rosso - Colpevole fino a prova contraria (Red Corner, regia di Jon Avnet (1997)
- Arma letale 4 (Lethal Weapon 4), regia di Richard Donner (1998)
- Pallottole cinesi (Shanghai Noon), regia di Tom Dey (2000)
- Il monaco (Bulletproof Monk), regia di Paul Hunter (2003)
- Mucche alla riscossa (Home on the Range), regia di Will Finn e John Sanford (2004)
- Batman Begins, regia di Christopher Nolan (2005)
- Syriana, regia di Stephen Gaghan (2005)
- Skyfall, regia di Sam Mendes (2012)
- Crouching Tiger, Hidden Dragon: Sword of Destiny, regia di Yuen Wo Ping (2016)
- Venom, regia di Ruben Fleischer (2018)
- John Wick 3 - Parabellum (John Wick: Chapter 3 - Parabellum), regia di Chad Stahelski (2019)
- Mulan, regia di Niki Caro (2020)
- Dune, regia di Denis Villeneuve (2021)
- Dune - Parte due (Dune: Part Two), regia di Denis Villeneuve (2024)

### Televisione
- Renegade - serie TV, 2 episodi (1994 - 1998)
- Walker Texas Ranger - serie TV, 5 episodi (1993 - 2000)
- NCIS: New Orleans - serie TV, episodio 4x19 (2018)

## Doppiatori italiani
Nelle versioni in italiano delle opere in cui ha recitato, Roger Yuan è stato doppiato da:
- Luca Biagini in Pallottole cinesi[1], Bad Boys,[2] CSI: Miami[3]
- Stefano De Sando in Il monaco[4]
- Alessandro Budroni in NCIS: New Orleans[5]
- Enrico Di Troia in Dune - Parte due